# Inarwamal
Inarwamal (nep. इनर्वामाल) – jednostka administracyjna (gaun wikas samiti) w środkowej części Nepalu w strefie Narajani w dystrykcie Bara. Według nepalskiego spisu powszechnego z 2001 roku liczył on 1005 gospodarstw domowych i 6140 mieszkańców (2896 kobiet i 3244 mężczyzn).